# Sandisfield (Massachusetts)
Sandisfield es un pueblo ubicado en el condado de Berkshire en el estado estadounidense de Massachusetts. En el Censo de 2010 tenía una población de 915 habitantes y una densidad poblacional de 6,67 personas por km².

## Geografía
Sandisfield se encuentra ubicado en las coordenadas 42°6′27″N 73°7′7″O / 42.10750, -73.11861. Según la Oficina del Censo de los Estados Unidos, Sandisfield tiene una superficie total de 137.22 km², de la cual 134.18 km² corresponden a tierra firme y (2.22%) 3.05 km² es agua.

## Demografía
Según el censo de 2010, había 915 personas residiendo en Sandisfield. La densidad de población era de 6,67 hab./km². De los 915 habitantes, Sandisfield estaba compuesto por el 96.39% blancos, el 0.87% eran afroamericanos, el 0.11% eran amerindios, el 0.77% eran asiáticos, el 0.22% eran isleños del Pacífico, el 0.33% eran de otras razas y el 1.31% pertenecían a dos o más razas. Del total de la población el 1.09% eran hispanos o latinos de cualquier raza.